# Toviklin
Toviklin es una comuna beninesa perteneciente al departamento de Kouffo.
En 2013 su población era de 88 611 habitantes, de los cuales 21 617 vivían en el arrondissement de Toviklin.
Se ubica unos 15 km al sureste de Aplahoué.

## Subdivisiones
Comprende los siguientes arrondissements:
- Adjido
- Avédjin
- Doko
- Houédogli
- Missinko
- Tannou-Gola
- Toviklin